# Протестантизм в Бразилии

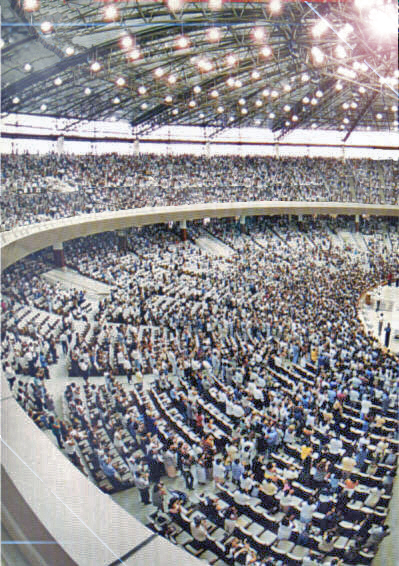
Богослужение в протестантской церкви Рио-де-Жанейро

Протестантизм в Бразилии — одно из направлений христианства в стране. Согласно данным всеобщей переписи населения в 2010 году в Бразилии проживало 42,3 млн протестантов, которые составляли 22,2 % населения этой латиноамериканской страны.
Численность протестантов и их общая доля в населении Бразилии неуклонно растёт, особенно последние три десятилетия. Так, в ходе переписи населения 1872 году лишь 1 % бразильцев отнесли себя к протестантам, в 1932 году — 2,6 %. В 1960 году бразильские протестанты составляли 4 % населения страны; в 1980 — 6,6 %; в 1991 — 9 %. Предыдущая перепись населения, прошедшая в 2000 году, насчитала в Бразилии 26,2 млн протестантов (15,4 %).
В 2010 году по всей стране действовало свыше 215 тыс. протестантских храмов и мест богослужения (для сравнения — у Римско-католической церкви в Бразилии имеется 9,25 тыс. приходов). Протестанты страны объединены в 155 церковных союзов (2004 год).
Бразильские протестанты проживают преимущественно в городах (89,5 %). По этническому происхождению большинство из них — бразильцы, причём доля протестантов среди белых бразильцев незначительно выше, чем среди афробразильцев и парду. Протестантами являются свыше половины живущих в стране немцев, корейцев, тукуна, американцев, англичан, кайнангов и голландцев. Протестантские миссионеры добились значительных успехов в евангелизации коренных народов Бразилии; в наши дни протестантами являются свыше половины всех христиан таких народов как терена, гуажажара, яномамо, сатере-маве, гуарани-кайова, каяпо, кахинава, апуринан, каража, банива, канамари и некоторых других.
В 2010 году указом президента Лула да Силвы в Бразилии был учреждён официальный праздник — Национальный день евангельских христиан, который отмечается ежегодно 30 ноября.

## Исторический обзор

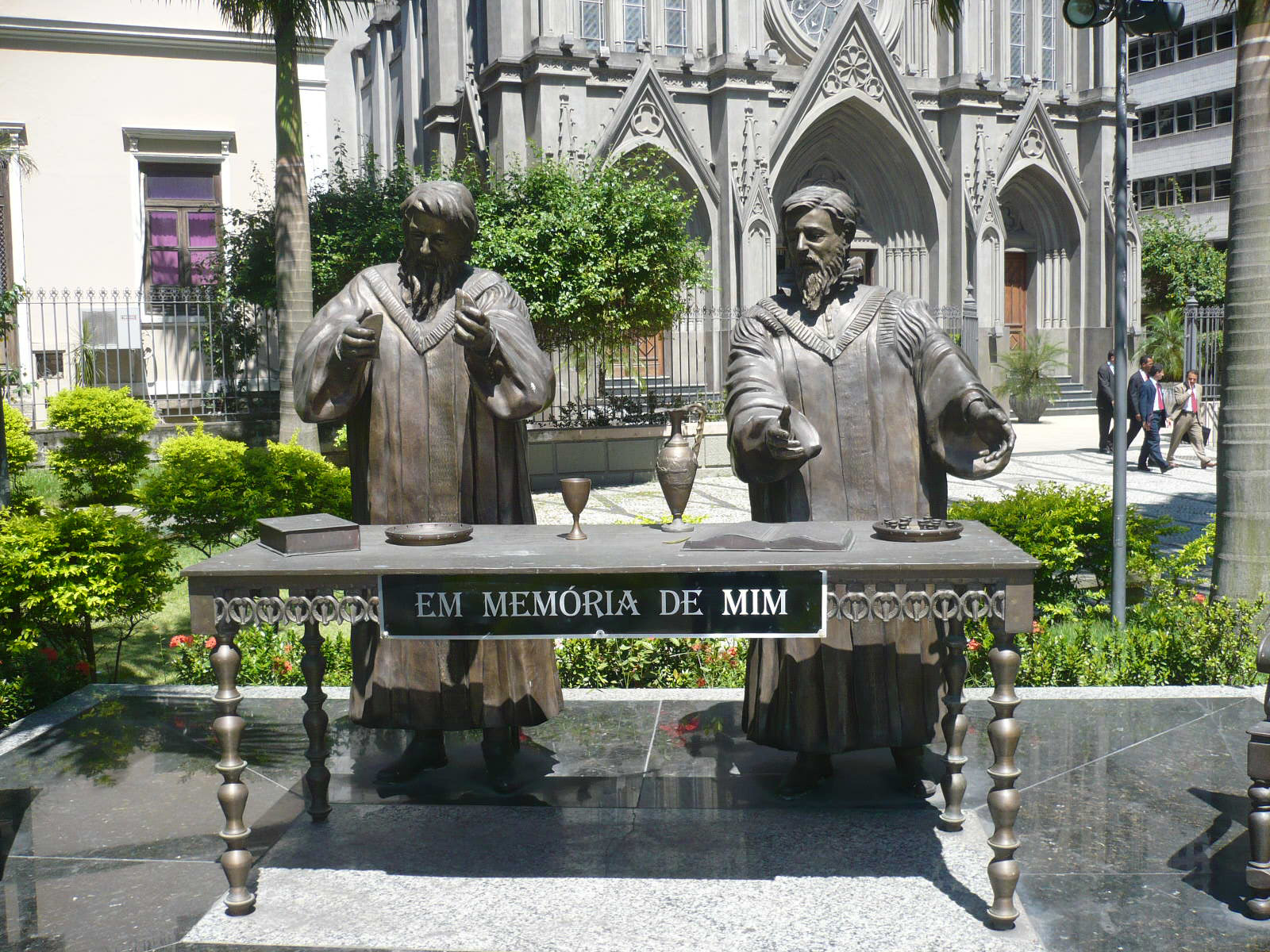
Скульптура возле Пресвитерианского собора в Рио-де-Жанейро, изображающая первую протестантскую вечерю

Первые протестанты, посланные Жаном Кальвином в Бразилию, прибыли в эту страну 15 марта 1557 и провели первое богослужение в тот же день. Однако миссия этой группы реформатов оказалась неудачной; к 1566 году португальцы изгнали французов из страны. Реформаты (голландцы) появились в Бразилии вновь в XVII веке и непродолжительное время проживали в Голландской Бразилии (1630—1654); протестанты предприняли попытки евангелизировать местное коренное население, а также привезённых в Бразилию рабов. С изгнанием голландцев прекратила своё существование и община реформаторов. Протестанты появляются в Бразилии вновь лишь в XIX веке, с началом массовой эмиграции из Европы. В 1819 году англикане открыли приход в Сан-Паулу для английских иммигрантов. С 1823 года в Бразилию прибывают первые немецкие переселенцы, которых сопровождают лютеранские пасторы; в том же году в Нова-Фрибургу лютеране построили вторую протестантскую церковь. Третий протестантский храм появился в 1824 году в Сан-Леополду и обслуживал местную общину лютеран. В 1837 году в Бразилии была создана Евангелическо-лютеранская церковь. Волны иммиграции, продолжавшиеся до 1930-х годов переселили в Бразилию 70 тыс. немецких и швейцарских лютеран.
В 1855 году из Шотландии прибыл конгрегационалистский миссионер Роберт Калли. Чуть позже к нему присоединится американец А. Р. Симонтон, открывший пресвитерианскую общину в Рио-де-Жанейро в 1862 году. К концу XIX века пресвитериане оказались самой крупной протестантской конфессией Бразилии. В результате раскола в 1903 году была создана Независимая пресвитерианская церковь Бразилии; последующие расколы привели к созданию Консервативной пресвитерианской церкви (1938), Фундаменталистской пресвитерианской церкви (1956), Традиционной пресвитерианской церкви Бразилии (1993) и др. Прибывавшие иммигранты создавали национальные пресвитерианские церкви: армянскую (1927), венгерскую (1932), голландскую (1933), арабскую (1954), швейцарскую (1958), японскую (1960), китайскую (1962), корейскую (1964), канадскую (1994).
Первая методистская миссия, начатая в 1835 году, оказалась неудачной. В 1867 году американские методисты вновь начали служение в стране. Первая методистская церковь появилась в Рио-де-Жанейро в 1876 году. В 1930 году была создана Методистская церковь Бразилии.

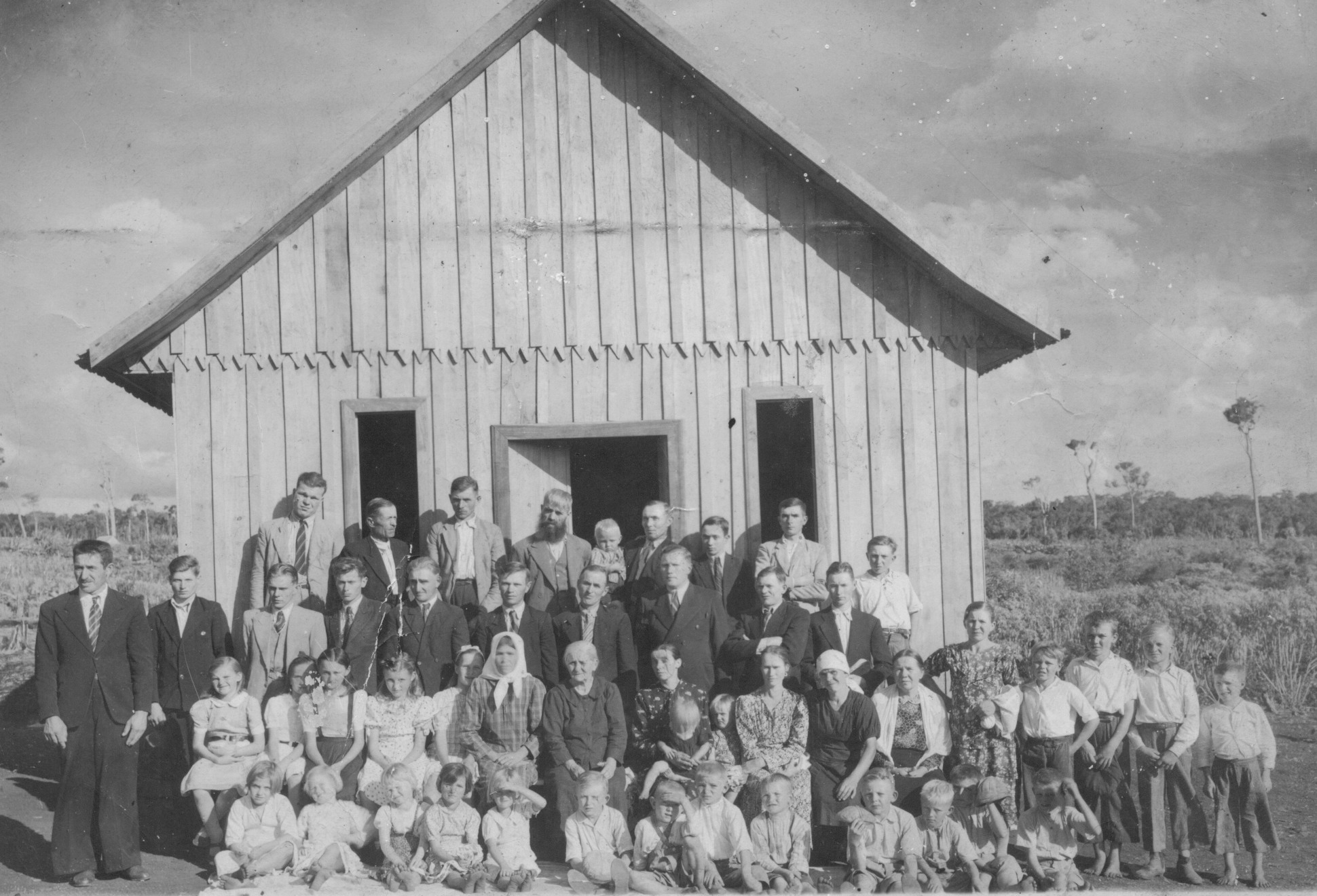
Украинская баптистская церковь, 1940 год

Американский баптист Томас Боуэн проповедовал на улицах Рио-де-Жанейро в 1859—1860 гг. Первая баптистская церковь была образована в 1871 году американскими иммигрантами в Санта-Барбаре. В 1881 году Южная баптистская конвенция прислала в страну своего первого миссионера. В 1907 году была создана Бразильская баптистская конвенция. В 1913 году в стране появилась община баптистов седьмого дня. Ещё в 1890 году в Бразилии была основана латышская баптистская церковь; в 1921—1923 гг. на фоне экономического кризиса в Латвии и эсхатологических настроений среди баптистских церквей в Бразилию перебралось свыше 2 тыс. латышских баптистов (т. н. «бразильское движение»). В 1920-х Бразилию перебираются украинские и русские баптисты, впоследствии развившие активную миссионерскую деятельность среди русской диаспоры и обратившие немало русских.
Вероучение адвентистов проникло в Бразилию в конце XIX благодаря литературе, присылаемой из Германии. С 1893 года в Бразилии служит литературный евангелист Альберт Штауфер; к 1895 он крестил 35 немцев-иммигрантов. Считается, что первая адвентистская церковь появилась в 1896 году в Гаспаре. В 1900 году была создана Бразильская конференция адвентистов.
В 1907 году христианскую миссию установили в Бразилии плимутские братья. Служение Армии Спасения началось в 1922 году, после переезда «подполковника» Дэвида Мике из Швейцарии.
В начале 1930 года из Гамбурга в Бразилию прибыл первый пароход, привёзший в страну советских меннонитов. В 1931 и 1932 годах в Бразилию прибывали новые семьи меннонитов, бежавших в 1929 году из Советской России; в июне 1934 года в страну добрались русские меннониты, бежавшие через Харбин (Китай). В различное время в Бразилию проникли перфекционистские церкви: Церковь Бога (Андерсон, Индиана) в 1923 году, Церковь назарян в 1958 году, Христианский и миссионерский альянс в 1961 году. Церкви Христа установили постоянное служение в Бразилии в 1948 году.
К 1930 году в стране насчитывалось 700 тыс. протестантов; крупнейшими конфессиями среди них были баптисты (30 %), пресвитериане (24 %), методисты (11,5 %) и независимые пресвитериане (10 %).

### Пятидесятническое движение

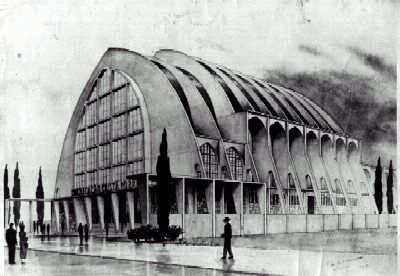
Церковь Христианских конгрегаций в Сан-Паулу

В 1910 году из Аргентины в Бразилию прибыл Луиджи Франческон — американец итальянского происхождения, перешедший в США в пятидесятничество. Служение Франческона положило начало пятидесятническим Христианским конгрегациям Бразилии. В ноябре 1910 года из США в страну приехали два шведа Даниэл Берг и Адольф Гюннар Вингрен. Бывшие баптисты, принявшие пятидесятничество, получили пророчество о необходимости стать миссионерами в городе Пара, о существовании которого они не знали. Служение Берга и Вингрена положило начало Бразильским Ассамблеям Бога (первое богослужение состоялось в 1911 году). В 1937 году американский миссионер из США Хорас Уорд создал в Бразилии Пятидесятническую церковь Христа.
Начиная с 1930-х годов в стране начинается мощное пятидесятническое пробуждение. Если в 1930 году в Бразилии было 40 тыс. пятидесятников, то к 1940 году их число достигло 400 тыс. Чуть позже в Бразилию прибывают миссионеры Церкви четырёхстороннего Евангелия (1951), Церкви Бога (1951), Объединённой пятидесятнической церкви (1956), Церкви Бога пророчеств (1965); одновременно ряд бразильских пятидесятнических служителей начинают самостоятельные церкви — Церковь «Бразилия за Христа» (1956), Христианскую церковь «Новая жизнь» (основана в 1960 году Робертом МакАлистером), Церковь «Бог есть любовь» (1962), Собор благословения (основан в 1964 году Дориелем де Оливьейрой, вышедшим из церкви «Бразилия за Христа»), Церковь «Маранафа» (1967). Чуть позже в стране возникли крупные неохаризматические церкви — «Царство Божие» (1977), Сообщество благодати (основано в 1979 году Карлосом Альберто де Куадрос Безеррой), Международная церковь Божьей благодати (основана в 1980 году Ромильдо Рибейро Соарешом, порвавшим с «Царством Божиим»), Возрождение во Христе (1986), Евангельская община «Исцели нашу землю» (основана в 1992 году Робсоном Родовальо), Апостольская церковь «Фонтан жизни» (основана в 1994 Сезаром Аугусто Мачадо де Соуза), Всемирная церковь Божьей силы (основана в 1998 году Вальдемиро Сантьяго), Церковь «Снежный ком» (основана в 2000 году Риналдо Луис Перейра, бывшим прихожанином Церкви возрождения во Христе) и др.

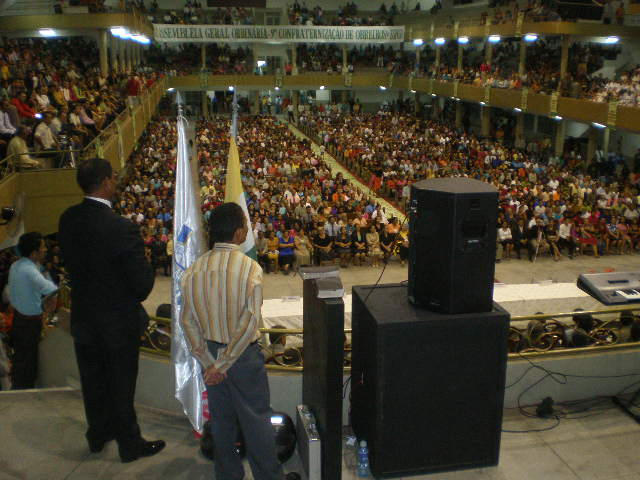
Богослужение в центральной церкви Ассамблей Бога города Императрис

Одновременно с этим, пятидесятническое вероучение проникло и в другие церкви. Ещё в 1932 году часть адвентистов, принявших пятидесятнические доктрины, сформировали Адвентистскую церковь обетования. В 1952 году была сформирована Конвенция независимых баптистских церквей, находящаяся под влиянием пятидесятнических проповедников. В 1965 году Баптистская конвенция Бразилии исключила из своего состава баптистские общины, признавшие практику говорения на иных языках, что привело к созданию ещё одной (пятидесятнической в вероучении) Национальной баптистской конвенции. В 1955 году пятидесятническое движение в Методистской церкви Бразилии привело к созданию Методистской веслиянской церкви, которая впоследствии вошла в Международную пятидесятническую церковь святости. Другая группа методистов, приняв пятидесятничество в 1981 году сформировала Объединённую веслиянскую церковь. Аналогичные процессы происходили и у пресвитериан, где возникли Христианская пресвитерианская церковь (1968) и Независимая обновлённая пресвитерианская церковь (1972); в 1975 году эти церкви объединились, создав Обновлённую пресвитерианскую церковь Бразилии.
Движение харизматического обновления затронуло и католические общины. И хотя большинство католиков-харизматов остаются верными Римско-католической церкви, в Бразилии существуют и независимые католические церкви — Католическая харизматическая церковь (основана в 1979 году Джозефом Бушером в Канаде), Католическая апостольская обновлённая церковь (основана в 1996 году Жадером Перейрой Рейс), Католическая апостольская харизматическая церковь св. Экспедито, Католическая апостольская харизматическая церковь Бразилии, Католическая харизматическая церковь в Белеме (основана в 2006 году), Старокатолическая харизматическая церковь Бразилии, Старая католическая церковь Бразилии (основана в 2001 году Джоном Уэсли) и др.

## Современное состояние

### Пятидесятники

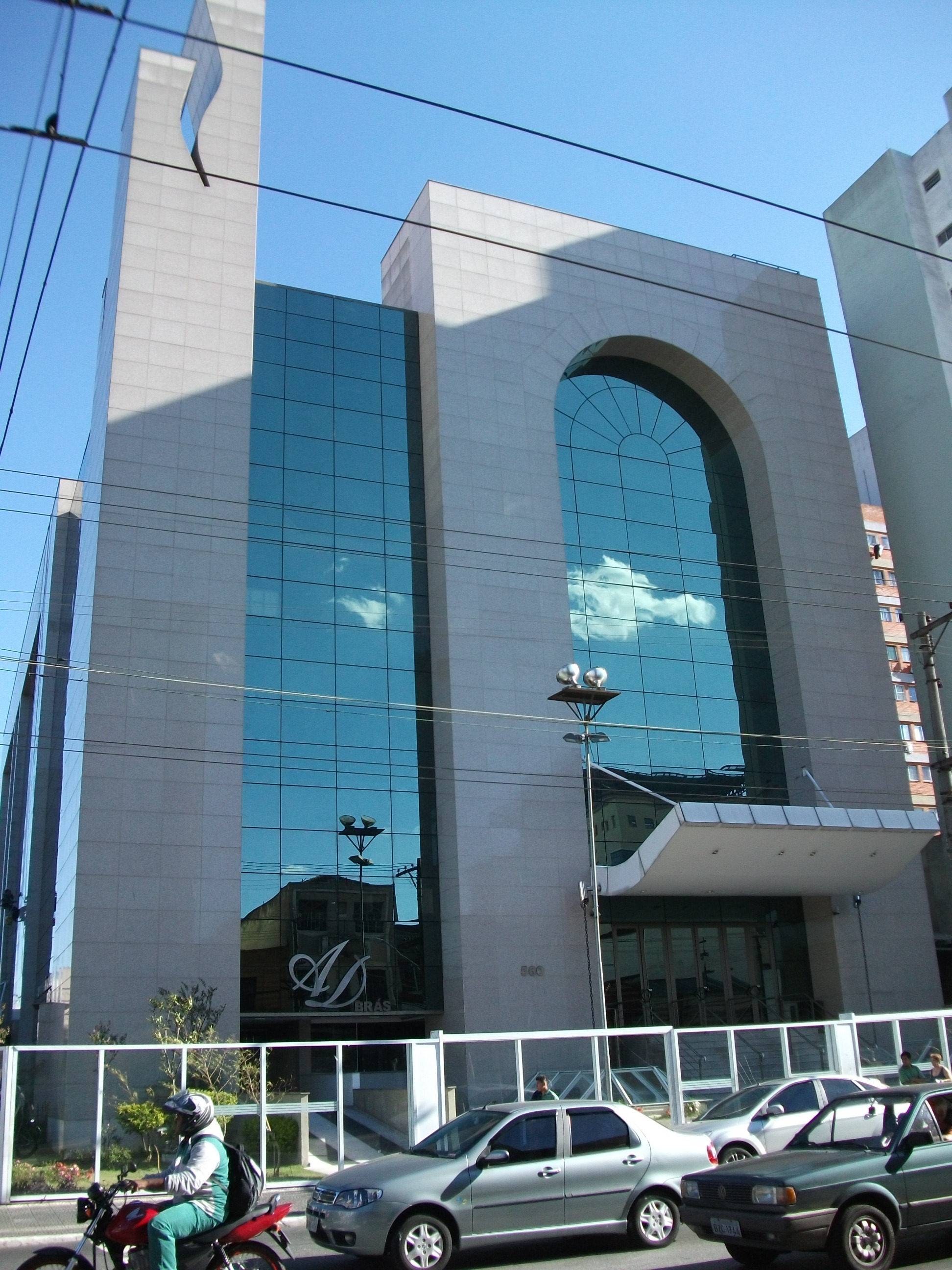
Пятидесятнический храм в Сан-Паулу

Большинство бразильских протестантов являются прихожанами пятидесятнических и неопятидесятнических церквей (35,092 млн или ок. 85 % от всех протестантов). По числу пятидесятников Бразилия находится на первом месте в мире, при этом численность верующих данной конфессии неуклонно растёт. В начале 1980-х годов в Бразилии насчитывалось 5,8 млн пятидесятников, к 2001 году их число достигло 25 млн человек.
Крупнейшей протестантской церковью страны являются Бразильские ассамблеи Бога, насчитывающие 21,5 млн прихожан в 116 тыс. церквах (в том числе 15,6 млн крещённых членов). Т. о., в Бразилии проживает примерно треть верующих Ассамблей Бога. Неохаризматическая Всемирная церковь «Царство Божие» владеет в стране сетью из 5875 церквей и объединяет 4 млн верующих. Международная церковь четырёхстороннего Евангелия насчитывает 8600 приходов и объединяет 3,2 млн прихожан. Другими крупными пятидесятническими церквами являются Церковь «Бог есть любовь» (3 млн), Церковь возрождения во Христе (2,3 млн, неохаризматы), «Бразилия за Христа» (1,9 млн), Христианские конгрегации (1,9 млн), «Маранафа» (0,75 млн), Евангельская община «Исцели нашу землю» (0,75 млн), Международная церковь Божьей благодати (0,45 млн), Церковь восстановления (0,4 млн). В стране действуют и более мелкие пятидесятнические союзы — Пятидесятническая церковь Христа (163 тыс.), Собор благословения (126 тыс.), Христианская церковь «Новая жизнь» (91 тыс.), Методистская веслиянская церковь (90 тыс.), Апостольская церковь «Фонтан жизни» (90 тыс.), Объединённая церковь (51 тыс.), Церковь Бога (49 тыс. членов), Церковь библейского возрождения (18 тыс.), Пятидесятническая церковь «Новый путь» (16 тыс. членов), Церковь Бога пророчеств (2,4 тыс.), Христианская церковь Бразилии (2,2 тыс.), Пятидесятническая церковь «Елим» (1,5 тыс.), Апостольская церковь (1 тыс.) и др.

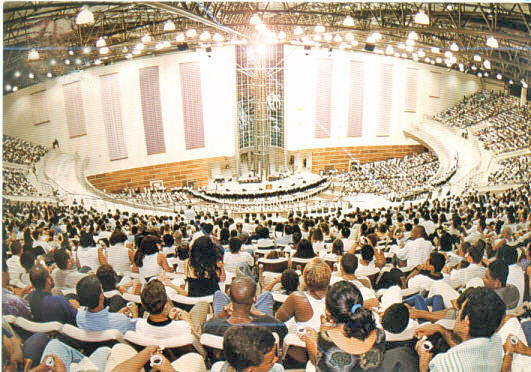
Сцена неохаризматического храма

Не трудно заметить, что суммарная численность верующих вышеперечисленных церквей заметно превышает общее число пятидесятников (35 млн). Происходит это по двум причинам: во-первых, часть пятидесятников могут одновременно числиться прихожанами разных деноминаций, во-вторых — некоторые неохаризматические союзы завышают число своих прихожан; по оценкам справочного издания «Операция мир» общее число подсчитанных дважды бразильских пятидесятников составляет 5,7 млн человек.
Помимо пятидесятников и неохаризматов в Бразилии проживают по разным оценкам от 20 до 34 млн христиан, затронутых движением харизматического обновления, но являющихся прихожанами католической церкви или церквей других исторических протестантских конфессий. Большинство подобных харизматов остаются в лоне Римско-католической церкви. Самыми крупными из подобных протестантских церквей являются Национальная баптистская конвенция (481 тыс. прихожан) и Адвентистская церковь обетования (430 тыс.. верующих, в том числе 195 тыс. членов). Обновлённая пресвитерианская церковь Бразилии (харизматическая) насчитывает 131 тыс. прихожан.

### Баптисты

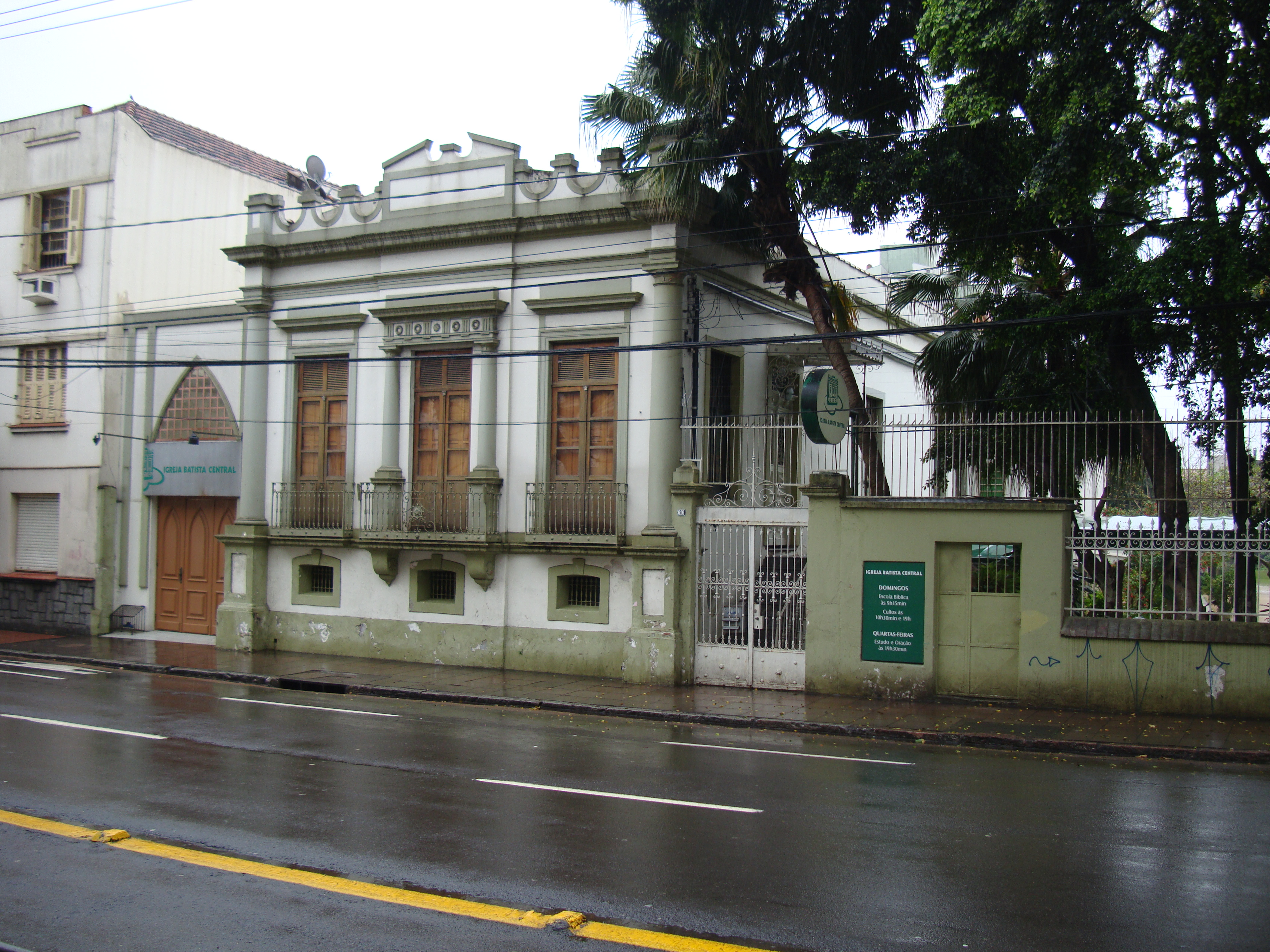
Центральная баптистская церковь в Порту-Алегри

Вторую, после пятидесятников, протестантскую конфессиональную группу в Бразилии составляют баптисты (2,784 млн), по числу которых Бразилия находится на четвёртом месте в мире, уступая США, Нигерии и Индии. При этом численность баптистов в стране неуклонно растёт; в начале 1980-х годов баптистского вероисповедания в Бразилии придерживалось 1,1 млн человек, в 1991 — 1,5 млн.
Крупнейшая баптистская организация страны — Бразильская баптистская конвенция объединяет 8,2 тыс. приходов и 1,536 млн членов. Национальная баптистская конвенция, принявшая пятидесятнические доктрины, но входящая во Всемирный баптистский альянс насчитывает 2,8 тыс. церквей и 481 тыс. прихожан (в том числе 384 тыс. крещённых членов).
В стране действует и ряд мелких союзов — это Конвенция независимых баптистов (436 общин и 68 тыс. членов), Церковь баптистов седьмого дня (222 общины и 10 тыс. членов), Библейское баптистское братство (250 общин, 9 тыс. членов), Консервативная баптистская миссия (94 общины и 7,5 тыс. членов), Ассоциация немецких церквей регулярных баптистов (10 общин и 1,6 тыс. членов).

### Лютеране
В Бразилии состредоточена самая крупная в Латинской Америке община лютеран (951,6 тыс. в 2011 году). И хотя в абсолютных цифрах численность лютеран увеличивается из года в год, в процентном соотношении их доля среди бразильского населения падает; в начале 1980-х годов в стране было 815 тыс. верующих данной конфессии. В настоящий момент крупнейшей лютеранской организацией страны является Евангелическая церковь лютеранского исповедания в Бразилии. Церковь, входящая во Всемирную лютеранскую федерацию, объединяет 2,7 тыс. приходов и 717 тыс. верующих. Ещё одна крупная лютеранская деноминация — Евангелическая лютеранская церковь Бразилии насчитывает 233 тыс. верующих. Помимо вышеуказанных в стране также действует малочисленная Ассоциация свободных лютеранских конгрегаций (1 тыс.).

### Кальвинисты

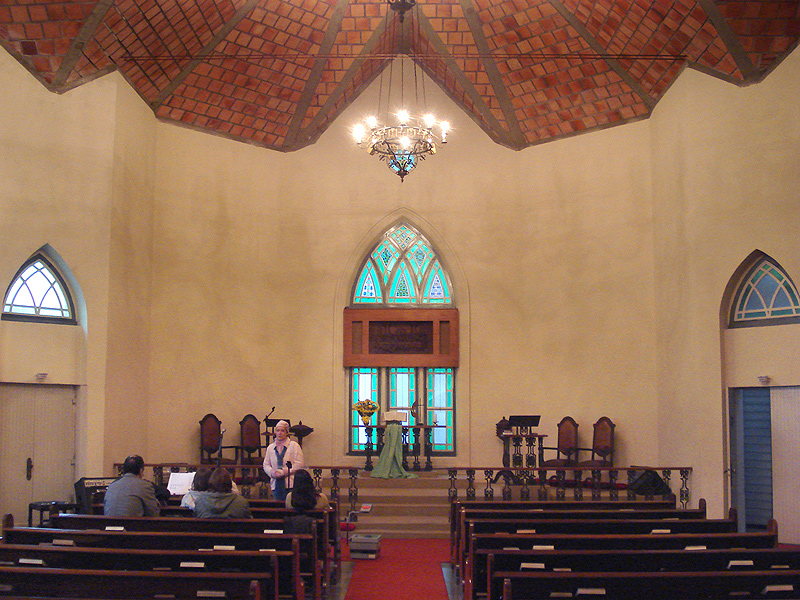
Богослужение в методистской церкви

Ещё одну крупную конфесиональную группу составляют родственные течения — пресвитериане, конгрегационалисты и реформаты (1,2 млн). В настоящий момент в стране действует свыше 20 независимых кальвинистских союзов. Почти половина верующих данной конфессии являются прихожанами Пресвитерианской церкви в Бразилии (520 тыс. в 2,28 тыс. церквах). Обновлённая пресвитерианская церковь Бразилии, принявшая пятидесятнические доктрины, объединяет 131 тыс. верующих. Ещё одна крупная пресвитерианская организация — Независимая пресвитерианская церковь насчитывает 100 тыс. верующих. Конгрегационалисты представлены двумя церквами — Союзом евангельских конгрегационалистских церквей Бразилии (50 тыс.) и Евангельской конгрегационалистской церковью Бразилии (42 тыс.).
Другие церкви данного направления весьма малочисленны. Это Объединённая пресвитерианская церковь Бразилии (5,2 тыс.), Консервативная пресвитерианская церковь (4,5 тыс.), Евангельская реформаторская церковь Бразилии (2,5 тыс.), Фундаменталистская пресвитерианская церковь Бразилии (2 тыс.), Корейская пресвитерианская церковь Бразилии (1,8 тыс.) и др.

### Другие протестанты

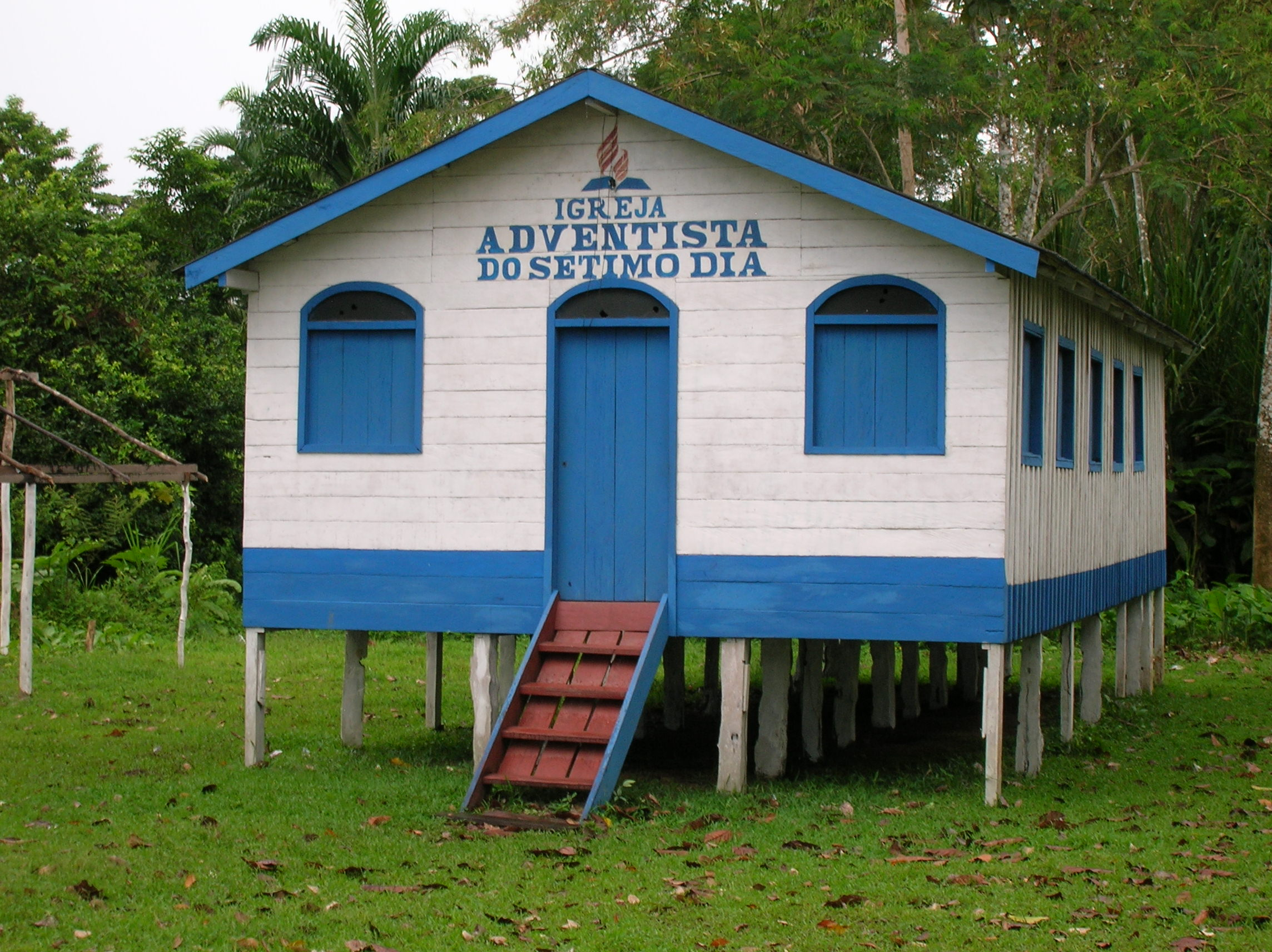
Адвентистская церковь в Амазонии

Бразилия находится на втором месте (после Индии) по числу крещённых членов Церкви адвентистов седьмого дня (1,2 млн членов в 6109 церквах). Адвентистская церковь обетования насчитывает 430 тыс.. верующих, (в том числе 195 тыс. членов церкви) в 558 приходах. Помимо вышеуказанных в Бразилии действуют другие малочисленные адвентистские группы — Церковь Бога (седьмого дня), Адвентисты седьмого дня реформационного движения и др.
Методистская церковь Бразилии насчитывает 279 тыс. прихожан (в том числе 215 тыс. членов). Немало в стране и верующих Движения святости, в первую очередь Церкви назарян (125 тыс.), а также Церкви Бога (Андерсон, Индиана — 6,5 тыс.) и Христианского и миссионерского альянса (3 тыс.).
Англикане представлены в Бразилии Епископальной англиканской церковью Бразилии (120 тыс.), а также некоторыми другими весьма малочисленными союзами, такими как Англиканская реформированная церковь Бразилии, вышедшая в 2005 году из Епископальной церкви, не признав либеральные тенденции в ней.
Крупнейшим из пяти меннонитских союзов (12,8 тыс. членов в 2012 году) является Бразильская конвенция евангельских братских меннонитских церквей (6,5 тыс., 68 церквей). Среди других протестантских групп следует назвать христианских братьев (65 тыс.), Новоапостольскую церковь (60 тыс.), Церковь Христа (25 тыс.), Армию Спасения (1,7 тыс.).